# Alpfahrt (Gemeinde Bischofshofen)
Alpfahrt ist eine Streusiedlung im Fritztal im Land Salzburg wie auch Ortschaft der Stadtgemeinde Bischofshofen, im Bezirk Sankt Johann (Pongau).

## Geographie
Der Ort befindet sich knapp 10 Kilometer nordöstlich von St. Johann und östlich der Stadt Bischofshofen.
Die zerstreuten Häuser Alpfahrt liegen auf der linken Talschulter am Fuß des Breitspitz (1804 m ü. A.), einem Nebengipfel des Hochgründeckstocks (Ortslage Alpfahrt im eigentlichen Sinne, etwa auf 820 m ü. A. Höhe), am Fritzbach (Häusergruppe des Ortes Pöham), und am Gegenhang am Donneregg (1524 m ü. A.), der zur Tennengebirgssüdabdachung gehört. Dort passiert die Tauern Autobahn (A10). Das Hochgründeck gehört zu den Salzburger Schieferalpen, das Tennengebirge zu den Nördlichen Kalkalpen, so dass die Ortslage genau auf der Grenze der Zentral- und Nordalpen liegt. Die Ortschaft Alpfahrt umfasst etwa 50 Gebäude mit etwa 150 Einwohnern, wobei 10 der Häuser zu Pöham gehören.
Die Ortslage Alpfahrt ist nur von Pöham an der Katschbergstraße (B 99) herauf erreichbar. Die Höfe Brunnach und Fritzgrub (Alpfahrt Nr. 4 und 3) an der Tauernautobahn am Gegenhang sind nur über den Güterweg Römerweg bei Ellmauthal (hinauf zum Knoten Pongau) erreichbar, die Häuser Kraxenbichl und Egger (Alpfahrt 6 und 5) östlich nur über Sonnhalb. Den abgelegenen Gasthof Niedermais (Alpfahrt 7) oberhalb von diesen erreicht man nur von Dorfwerfen über Eulersberg. Diese paar Häuser sind die einzigen von Bischofshofen, die nördlich des Fritzbachs liegend zum Tennengebirge gehören.
| Grub (O) Pöham ∗ (O) (beide Gem. Pfarrwerfen) | Eulersberg (O, Gem. Werfenweng)             |                                                   |
|                                               | Kompassrose, die auf Nachbargemeinden zeigt | Sonnhalb (O, Gem. Hüttau) Hüttau (O, Gem. Hüttau) |
| Winkl (O)                                     | Buchberg (O)                                | Fritzerberg (Gem. Hüttau)                         |

∗ Teile des Ortes Pöham gehören zu Alpfahrt und Winkl

## Geschichte
1620 ist der Ort mit 16 Häusern genannt. Ursprünglich gehörte der ganze Raum mit Winkl, Alpfahrt und Kreuzberg zur Pfarrei Werfen, mit Schaffung der Ortsgemeinden 1848/50 wurde die Steuergemeinde Winkl ein Teil der Gemeinde Pfarrwerfen. Die Urhöfe sind Au (Alpfahrt Nr. 20), Aigen (Nr. 11) und Helmberg (Nr. 14), Stücklegg, sowie Radl (Nr. 15) und Zinkerl (Nr. 12) oberhalb. Die Pöhamer Teile entwickelten sich um die Fritzmühle (Alpfahrt Nr. 2).
1938, nach dem Anschluss, als vielerorts Großgemeinden gebildet und Gemeindegrenzen verschoben wurden, sind die Gemeinden Pfarrwerfen und Werfenweng unter dem neuen Gemeindenamen Dorfwerfen zusammengelegt wurden. Gleichzeitig wurde die Katastralgemeinde Winkl mit den Ortschaften Alpfahrt, Winkl und Keuzberg von Pfarrwerfen abgetrennt und der Gemeinde Bischofshofen eingemeindet.
Nach dem Krieg wurde Werfenweng 1948 wieder eine eigenständige Gemeinde, die Katastralgemeinde Winkl verblieb bei Bischofshofen.
Noch im frühen 18. Jahrhundert war das ganze Ortschaftsgebiet südlich der Fritz weitgehend gerodet, heute bilden die Gehöfte dort wieder Grünlandinseln.